# Bumm! (Született feleségek)
A Bumm! (Bang) a Született feleségek (Desperate Housewives) című amerikai filmsorozat ötvenharmadik epizódja. Az Amerikai Egyesült Államokban először az ABC (American Broadcasting Company) adó sugározta 2006. november 5-én.

## Az epizód cselekménye
Péntek reggel Lynette egy korábban visszatérő rémálomból riad fel: arról álmodik, amikor utoljára beszélt Mary Alice-szel az asszony öngyilkossága napján. Lynette bűntudatot érez, mert látta, hogy az asszony valamiért zaklatott, mégsem állt le vele megbeszélni a dolgot.
Susan és Gabrielle szerint Lynette-nek nem kéne bűntudatot éreznie, és valószínűleg csak a Mary Alice házába beköltöző új szomszéd hozta elő a régi rémálmot.
Bree megmutatja Orsonnak Alma régi feljelentését, amit Carolyn adott neki. Orson azzal magyarázza a dolgot, hogy nem verte meg Almát, csak meglökte, amikor az asszony rossz hangulata miatt ütlegelni kezdte őt egy serpenyővel -  így Alma esés közben szerezte a sérüléseit, ezért is ejtették a vádat. Hogy magát jobb színben tüntesse fel, Orson elmondja Bree-nek, hogy Harvey korábban megcsalta Carolynt egy Monique nevű stewardesszel.
Nora beállít Scavoékhoz, és közli, hogy Kaylával a mexikói Tijuanába költözik, ahol táncosnőként kapott állást. Tom azon töri a fejét, hogy látogassa meg Kaylát, amikor Lynette elmondja neki elméletét, miszerint ez csak Nora újabb csele, hogy magához édesgesse Tomot, így jobb ötlettel áll elő: hogy pereljék el a kislányt Norától, hiszen a Lila Akác közben jobb élete lenne, mint egy mexikói garzonlakásban. Tom kapva kap az ötleten, és felbérel egy ügyvédet.
Gabrielle és Carlos válóperes tárgyalásán a férfi ügyvédje mutat egy hangfelvételt a bírónak, ami bizonyítja, hogy Gaby elcsábította Carlost, mikor azt hitte, hogy úgy több pénzhez jut. Így a bíróság Carlosnak ítéli a Solis-házban található tárgyakat, amiért cserébe később Gabrielle nekiáll összetörni az összes Carlosnak járó értékes kristályvázát. Erre Carlos elkezdi felbontani a ház falát.
Eközben a Párizsba készülő Susan megtalálja a sörösdobozt, amit korábban Austin hagyott Julie-nál, és kérdőre vonja lányát, aki kiborul, mert Susan nem hajlandó elhinni, hogy Julie nem ivott.
Carolyn azzal cukkolja Bree-t, hogy Orson magyarázata egyszerű kitaláció, mire a megbántott Bree visszaüt azzal, hogy elmondja Carolynnek, hogy Harvey-nak viszonya volt Monique-kal. A megdöbbent Carolyn haza megy a revolveréért, és elindul a Field's áruházba, aminek Harvey a tulajdonosa, biztosan tudván, hogy ott találja csalfa urát.
Eközben Julie is elmegy az üzletbe, hogy fogkrémet vegyen Susannek az párizsi utazásra, ahol összefut Austinnal, aki egy üveg whiskeyt rejt el a lány táskájában, hogy bajba keverje. Később a pénztáros leleplezi Julie-t és Austint, és szól a tulajnak, Mr. Bigsbynek. A két fiatal és Harvey bemennek az ügyvezetői irodába, ahonnan Harvey telefonál Susannek és Edie-nek.
Ezalatt Lynette is elindul a boltba, ahol megismerkedik a Young-házba újonnan beköltözött Arthur Sheparddel. Azonban egyszer csak feltűnik a dühös Nora, hogy kiossza Lynette-et, amiért el akarja perelni Kaylát.
Susan éppen pakol, amikor felhívják, és azonnal elindul az áruházba. Az irodában már vár rá Edie, Harvey Bigsby, és a két fiatal. Julie hiába esküdözik, hogy sose lopna, Susan csak azt hajtogatja, hogy Julie elzüllött, és hogy nagy csalódást okozott neki, majd kimegy a boltból, hogy közölje a parkolóban a limuzinjában várakozó Iannel, hogy lőttek a párizsi útnak. Amikor kilép az üzlet ajtaján, szembejön vele Carolyn Bigsby.
Carolyn a boltban megkeresi Harvey-t, majd mondván, hogy ha annyira szereti Monique-ot, vele kéne lennie, rálő a pisztolyával, de elvéti. Harvey és Edie beiszkolnak az ügyvezetői irodába, majd Carolyn rászegezi a fegyverét a közelben lévő vásárlókra, köztük Julie-ra és Austinra.
Lynette és Nora távolabbról figyelik az eseményeket, de mikor Lynette hazatelefonál, és a kis Parker szóval tartja, Carolyn meghallja őt, és elveszi a mobilját, majd odakíséri a két asszonyt többi "vendégéhez."
Eközben kint a limóban Ian próbálja meggyőzni Susant, hogy mégis utazzanak el, és vigyék magukkal Julie-t, de az aggódó Susan nem békél meg az ötlettel. Mikor Ian elhajt, szegény Susan csak akkor veszi észre a kiérkező mentőautót és a pánikba esett embereket. Mikor két elszaladó nőtől megtudja, hogy odabent egy őrült nő túszokat ejt, odaszalad az üzlet kapujához, de elkésik: Carolyn bezárja, felmutatva pisztolyát.
Amikor a tévé is tudósít a túszdrámáról, mindenki a mindig tökéletes Bree-nél figyeli a híreket, míg a háziasszonyok gyöngye mindenféle finomsággal kínálja az érkezőket. Mrs. McCluskey riasztja Gabrielle-t, akinek házát időközben a válni készülő pár kissé szétrombolta, így működő tévé híján Gabrielle és Carlos is átmennek Bree-hez.
Miután Edie lemond arról, hogy rávegye Harveyt, hogy menjen ki az irodából, hogy a kint túszul ejtett ártatlan embereknek ne essen baja, felhívja Bree fiát, Andrew-t; így a Bree-nél egybegyültek megtudják, hogy Lynette és Julie élete is veszélyben forog. Ekkor jelenik meg Tom, aki nem tudja, merre kószálhat a neje.
Gabrielle elmondja Carlosnak, hogy attól tart, hogy a válás olyan megkeseredett nőt csinált belőle, mint amilyen a férje életére törő Carolyn Bigsby. Így megegyeznek Carlosszal, hogy mostantól újra rendesek lesznek egymással.
A Field's áruházban Carolyn - lévén, hogy élelmiszerboltban van -, keres magának egy kis bort és kekszet, és kissé kapatosan meséli el bánatát túszainak, akiknek azonban megparancsolja, hogy maradjanak csendben. Eközben Austin nyugtatgatja a rettegő Julie-t.
A parkolóban a rendőrök nem engedik meg Susannek, hogy helyet cseréljen Julie-val, így az elszánt édesanya ellopja a rendőrség egyik hangosbemondóját; úgy üzen Carolynnek, hogy engedje ki Julie-t, és fogadja el helyette őt. De a rendőrök elkapják Susant, így a terv füstbe megy.
Odabent a boltban Nora próbálja lebeszélni Lynette-et a pereskedésről, de Carolyn rájuk szól, mire Lynette megígéri, hogy csöndben lesznek. De Nora nem hagyja annyiban: megjegyzi, hogy Lynette el akarja venni a lányát, mire Carolyn kérdőre vonja Lynette-et, aki kinyögi, hogy Nora elcsábította a férjét. Carolyn erre feldühödik Norára, mivel csak a "házasságromboló másik nőt" látja benne, és ezért szívenlövi.
Lynette próbálja elállítani a vérzést, de hiába kérleli Carolynt, az asszony nem enged ki senkit a boltból. Nora, tudván, hogy nincs sok neki hátra, megígérteti Lynette-el, hogy vigyázni fog Kaylára. Mikor Lynette megesküszik, hogy úgy fogja szeretni a kislányt, mintha a sajátja lenne, Nora feje élettelenül félrehanyatlik.
Miután Nora a kezei között hal meg, Lynette kérdőre vonja Carolynt, hogy tehetett ilyen szörnyűséget. Erre Carolyn Lynette-et vádolja, mondván "te beszéltél róla meg a férjedről, holott tudtad, hogy állok a szajhákkal." Erre válaszul Lynette azt mondja, Carolyn megérdemelte, hogy megcsalják.
Az elképedt Carolyn lassan felemeli pisztolyát, hogy lelője Lynette-et, de a Lynette mellett ülő új szomszéd, Art fejbe dobja egy konzervdobozzal, így Lynette-et csak a vállán éri a lövés.
Carolyn elesik, és elejti a revolvert is. Austin ráveti magát, így Carolyn nem éri el a fegyvert. Az egyik túsz, egy szőke asszony felveszi a földről a pisztolyt, és főbe lövi Carolynt, aki azonnal holtan esik össze.
A túszok kiszabadulnak a boltból, és utolsóként Lynette-et hozzák ki a mentők hordágyon.
Éjjel a kórházban Lynette ismét a Mary Alice-álmot látja, de ezúttal valami máshogy alakul. Lynette odamegy gondterhelt barátnőjéhez, és könyörög neki, hogy mondja el, mi a baj, hadd segítsen. De Mary Alice csak annyit mond: "Nem előzhetjük meg, amit nem látunk előre."

## Mellékszereplők
- Dougray Scott - Ian Hainsworth
- Kathryn Joosten - Karen McCluskey
- Laurie Metcalf - Carolyn Bigsby
- Kiersten Warren - Nora Huntington
- Brian Kerwin - Harvey Bigsby
- Matt Roth - Art Shephard
- Rachel Fox - Kayla Huntington
- Michael Bofshever - Kenny Stevens
- Michael Durrell - Myron Katzburg
- Pat Crawford Brown - Ida Greenberg
- Gáti Kati - Maya
- Matt Casper - Stockboy
- Christine Clayburg - A riporter
- Maile Flanagan - Pénztáros
- John C. Moskoff - Bíró
- Joe Sabatino - Rendőrkapitány
- Anne Bellamy - Női túsz

## Mary Alice epizódzáró monológja
- A narrátor, Mary Alice monológja az epizód végén így hangzik (a magyar változat alapján):

"Lynette Scavo aznap éjjel álmot látott. Olyat, amit már sokszor látott korábban is. De ezen az éjszakán valami megváltozott.

Nem előzhetjük meg, amit nem látunk előre.

És ez volt az utolsó alkalom, hogy Lynette valaha is rólam álmodott. És ezért őmiatta hálát adok."

## Érdekességek
- Ezért az epizódért a Lynette-et alakító Felicity Huffmant "A legkiemelkedőbb alakítást nyújtó női vígjátéksorozat-szereplőnek" jelölték a 2007-es Emmy Awardson.
- Nora Huntington (Kiersten Warren) karaktere ebben az epizódban látható utoljára.
- Az epizódban szerepel a magyar származású Gáti Kati is.

## Epizódcímek szerte a világban
- Angol: Bang (Bumm!)
- Francia: Bang (Bumm!)
- Német: Peng (Bumm!)
- Olasz: Bang (Bumm!)
- Spanyol: Adiós (Viszlát!)